# Estrellita mía
Estrellita mía es una telenovela argentina emitida durante 1987 y 1988 por Canal 11 bajo la producción de Crustel S.A. que alcanzó elevados índices de audiencia. Protagonizada por Andrea del Boca y Ricardo Darín. Coprotagonizada por Eduardo Blanco, Hugo Cosiansi, Nelly Fontán, Niní Gambier y Héctor Gióvine. Antagonizada por Marisel Antonione, Virginia Ameztoy, Marina Skell y Alicia Aller. También, contó con las actuaciones especiales de los primeros actores Pepe Novoa y Tina Serrano.
Está basada en la radionovela El ángel perverso, historia original de la escritora cubana Delia Fiallo, de la cual surgió la telenovela Lucecita.

## Trama
La historia narra la vida de la campesina Estrellita, su madre decide viajar a Buenos Aires con Estrellita, ya que estaba muy enferma, es recibida en la casa de Modesta. Ahí empeora su salud, y hace llamar al padre de Estrellita para pedirle que se haga cargo de ella, nunca le había exigido nada, no reclamado que no la haya reconocido. El en su lecho de muerte accede. Sin embargo, el la lleva a su casa como sirvienta de la familia. Al poco tiempo debe contarle a su esposa que Estrellita es su hija, y eso hace que su esposa Graciela le tome rencor. Por culpa de su madrastra, En la mansión viven también  Juanjo, el yerno de su madrastra, que es un hombre deprimido por estar casado con una mujer la cual el cree inválida, pero que finge para no darle la separación. Sin embargo, poco a poco surgirá el amor entre Estrellita y Juanjo.
Estrellita recibe toda clase de burlas y malos tratos de su madrastra y su hermastra. Finalmente, Estrellita quedará embarazada de Juanjo y la lucha por dar a luz a la criatura será una constante en la historia.
Una noche, Angelina va al departamento de Estrellita con el objetivo de hacerle daño, por lo que intenta tirarla por las escaleras, pero finalmente ella es la que cae y queda realmente inválida. Se descubren entonces todas sus mentiras y Juanjo decide divorciarse de ella para casarse con Estrellita. 
Estando ya casados Juanjo y Estrellita, Angelina decide marcharse de viaje y le pide a Juanjo que la lleve al aeropuerto, pero en el trayecto realiza su última maldad al provocar un accidente donde ella misma muere y Juanjo queda gravemente herido y además totalmente amnésico. 
En el hospital, la Dra. Mirella Ledesma se enamora de Juanjo y comienza a manipularlo para hacerle creer que se quedó viudo y que nunca tuvo otra esposa, por lo que se apropia de la hija de Estrellita y Juanjo y lo separa de ella. De vuelta en Buenos Aires, la doctora Ledesma comienza a sentir temor de perder a Juanjo y realiza todo tipo de maldades para evitar que Juanjo recupere la memoria. 
Su última jugada consiste en envenenar a Estrellita, por lo que coloca veneno en un té que Estrellita toma todas las noches, pero la hija de Estrellita y Juanjo bebe el té por error y cae gravemente enferma. En su desesperación, Ledesma intenta deshacerse del veneno y es descubierta por Juanjo. Ante el temor de ir a la cárcel y perder a Juanjo, cita a Estrellita para matarla, pero esta descubre sus verdaderas intenciones y saca un arma. La joven decide no llevarla a la justicia, pero sí echarla por lo mal que ha obrado. Sin la doctora, Estrellita y Juanjo emprenden su amor sin dificultades, logrando unirse los tres como una verdadera familia.

## Elenco
El elenco de la telenovela estuvo integrado por: 
- Andrea del Boca como Estrellita Mendoza. T01, T02, T03.
- Ricardo Darín como Juan José "Juanjo" Hidalgo. T01, T02, T03.
- Virginia Ameztoy como Mirta. T01.
- Marisel Antonione como Angelina Mendoza. T01.
- Marina Skell como Mirella Ledesma. T01, T02, T03.
- Alicia Aller como Graciela Mendoza. T01.
- Eduardo Blanco como Martin. T01, T02.
- Andrea Bonelli como Catalina "Katy". T02, T03
- Gloria Carrá como Liliana "Lily" Aldama. T02.
- Natacha Nohani como Cristina Aldama. T02, T03.
- Delfy de Ortega como Marta. T02, T03.
- Nelly Fontán como Modesta. T01, T02, T03.
- Osvaldo Laport como Miguel Angel Aldama. T02, T03.
- Marcela López Rey como Laura. T02.
- Pepe Novoa como Alvaro Iglesias. T01.
- Hector Giovine como Miguel Mendoza. T01.
- Hugo Cosiansi como Sergio. T01, T02.
- Nini Gambier como María Mendoza. T01, T02.
- Aldo Barbero como Alejandro Aldama. T02, T03.
- Tina Serrano como Josefa "Fefa". T01, T02.
- Carlos La Rosa como Julio Quiroga Güemes. T03.
- Daniela Redin como Maria Rosa "Marita" Hidalgo Mendoza. T03.
- Antonio Caride como Enrique. T03.
- Gastón Pozzo como Nico Mendoza. T01, T02

## Música
El tema que Angelina (el personaje interpretado por Marisel Antonione) toca en el piano es el Estudio Op. 10, n.º 12 (Chopin), conocido como "Estudio Revolucionario".
Dirección general:Diana Alvarez
Producción ejecutiva y dirección de exteriores: Darío Alvaez

## Banda sonora
- Necesito creer otra vez (Andrea del Boca)
- Eres tú (Luis Miguel)
- Te deseo (Chayanne)
- Nena (Miguel Bosé)
- Prófugos (Soda Stereo)
- Me cuesta tanto olvidarte (Mecano)
- Bella (Mijares)
- De punta a punta (Álvaro Torres)
- Sólo importas tú (Franco de Vita)
- Ayudadme (Camilo Sesto)
- Tu siempre tú (Franco Simone)
- Corazón mágico (Dyango)
- Un buen perdedor (Franco de Vita)
- Holding back the years (Simply Red)
- Tus Viejas Cartas (Enanitos Verdes)
- Nothing's Gonna Change My Love for You (Glenn Medeiros)
- Clásico (Orlando Netti)
- Eres tú (Instrumental) (Luis Miguel)
- Nena (Instrumental) (Miguel Bosé)
- Te Diré (Miguel Bosé)
- Bella (Instrumental) (Mijares)
- Un buen perdedor (Instrumental) (Franco de Vita)

## Repercusiones
La telenovela fue emitida también en Chile (en 1988 por Canal 11 y en 1995 por La Red), en España (en 1993, por la 1 de TVE) y en Ecuador también por Ecuavisa, en Perú lo transmitió América Televisión en 1988, en México fue transmitida en 1990 por en canal 6 de Guadalajara.

## Telenovelas relacionadas
"Estrellita mía" está basada en la radionovela "El ángel perverso", original de Delia Fiallo. Esta telenovela ha sido versionada en 8 ocasiones en total. Otras versiones son:
- La cadena Venevisión realizó 2 versiones con el título original. Lucecita, la primera realizada en 1967 y protagonizada por Marina Baura y José Bardina y la segunda realizada en 1972 con el mismo título y protagonizada por Adita Rivera y Humberto García. En 1983 Venevisión realizó una versión llamada Virginia con Alba Roversi y Miguel Ángel Landa, versión polémica porque no tuvo la autorización de Delia Fiallo quien demandó a Venevisión.
- En Argentina también se realizó esta historia con anterioridad. La primera versión fue la telenovela Estrellita, esa pobre campesina, realizada en 1968 y protagonizada por Marta González y Germán Krauss, la segunda fue la película Lucecita estrenada en 1976.
- Esta historia también tuvo una versión en Colombia. La telenovela, titulada Lucerito fue realizada en 1992 por Jorge Barón Televisión y protagonizada por Linda Lucía Callejas, Guillermo Gálvez y Natalia Ramírez.
- La última versión, hasta la fecha, fue la telenovela peruana Luz María, producida por America Producciones en 1998 de la mano de José Enrique Crousillat y protagonizada por Angie Cepeda y Christian Meier.